# Pomalé šípy
Pomalé šípy jsou český šestidílný televizní seriál z roku 1993. Pojednává o přátelství, které vydrželo víc než 50 let. Režie tohoto seriálu se ujal Vlastimil Venclík spolu s Jaroslavem Papouškem.

## Obsazení
- Vlastimil Venclík
- Josef Kemr
- Josef Bek
- Lubomír Lipský
- Ota Sklenčka
- Blanka Bohdanová
- Stella Zázvorková
- Lubomír Kostelka
- Jiří Bruder
- Miroslav Moravec
- Věra Tichánková
- Nelly Gaierová
- Jan Skopeček
- Jana Šulcová
- Jiří Langmajer
- Simona Stašová
- Zdeněk Žák
- Slávka Budínová
- Jan Venclík
- Gabriela Filippi
- Pavel Šimák
- Drahomíra Fialková
- Jiřina Steimarová
- Jana Marková
- Anna Kreuzmannová
- Drahomíra Vlachová
- Libuše Klausová
- Maria Novotná
- František D. Staněk
- Stanislav Bruder
- Roman Hemala
- Michal Pelenka
- Miroslava Babůrková
- Hana Bažantová
- Josefína Nosková
- Marie Trachtová
- Václav Kotva
- Vladimír Svitáček
- Antonín Gaja
- Jiří Lír
- Břetislav Šlechta
- Jaroslav Těšitel
- Jan Kašák
- Ivan Jonák
- Drahoslava Landsmanová
- Rostislav Černý
- Stanislav Hájek
- Vladimír Vítovec
- Božena Nádvorníková
- Barbora Hocková
- Helena Friedrichová
- Jana Lukešová
- Aleš Feistinger
- Květa Fialová
- Jaroslav Sypal
- Pavel Šrom
- Šárka Hrdličková
- Václav Holzbach
- Eva Jezowiczová
- Lumír Ostrovský
- Raoul Schránil
- Jiří Patočka
- Pavel Robin
- Barbora Lukešová
- a další